# Медаль «За укрепление братства по оружию»
Медаль «За укрепление братства по оружию», болг. Медал «За укрепване братството по оръжие»   — государственная награда Народной Республики Болгарии.

Учреждена Указом Государственного Совета Народной Республики Болгарии от 4 марта 1975 года № 455.

Автор проекта — Райчо Пеев.

## Статут
Медаль «За укрепление братства по оружию» предназначалась для награждения генералов, офицеров и сержантов армий стран — участниц Варшавского договора за вклад в повышение боеспособности Болгарской народной армии, а также за укрепление дружбы и сотрудничества между союзными армиями.
С 1991 года не вручается.

## Описание
Медаль изготовлена из томпака в форме правильного круга диаметром 34 мм с выступающими бортиками.
На аверсе медали — стилизованное изображение широкого меча, обращённого остриём вверх, с наложенными на его клинок скрещенными серпом и молотом, помещённое на развевающихся на древках государственных флагов стран Варшавского договора; по сторонам от меча — лавровые ветви, прикрытые проходящей под рукоятью меча лентой с контррельефной надписью: «14 МАЙ 1955»; вверху по окружности рельефная надпись: «ЗА УКРЕПВАНЕ БРАТСТВОТО ПО ОРЪЖИЕ». Выпускались медали с аверсами двух типов: с покрытием полотнищ флагов стран Варшавского договора цветными  синтетическими эмалями и без эмалевого покрытия.
 
На реверсе медали изображён геральдический щит с гербовым болгарским львом, обозначенными штриховкой тремя полосами национального флага Болгарии и пятиконечной звездой в верхней части. Сверху по окружности рельефная надпись: «БЪЛГАРСКА НАРОДНА АРМИЯ», снизу — две лавровые ветви с расположенной между ними рельефной надписью: «НРБ».

При помощи ушка и кольца медаль прикреплена к пятиугольной алюминиевой колодке, обтянутой лентой светло-синего цвета с красным кантом по краям и полосами цветов государственного флага Болгарии в центре.